# جائزة أيطاليا الكبرى 1938
جائزة أيطاليا الكبرى 1938 (بالإنجليزية: 1938 Italian Grand Prix)‏ هو سباق فورمولا 1 أقيم بتاريخ 11 سبتمبر 1938 في حلبة مونزا، إيطاليا. كان الرابع من أصل 4 في بطولة العالم لسباقات الفورمولا واحد موسم 1938.